# Michel Pacthod
Michel Pacthod, francoski general, * 1764, † 1830.
1. 1 2 3 4  Jouin H. La sculpture dans les cimetières de Paris // Nouvelles archives de l’art français — 1897. — Vol. 3e série, tome 13. — P. 237. — ISSN 0994-8066; 2419-2465
2. ↑  podatkovna baza Léonore — ministère de la Culture.